# یواس‌اس‌دی

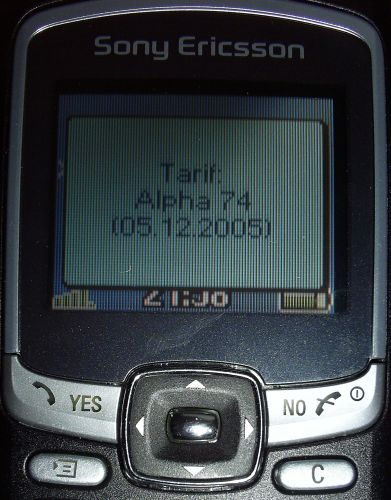
Ussd کد

سرویس اطلاعات سازمان نیافته (به انگلیسی: Unstructured Supplementary Service Data) (اختصاری USSD) یک روش ارسال پیام در شبکۀ جی‌اس‌ام می‌باشد. این قابلیت جزء قابلیت‌های ذاتی این شبکه نیست، در نتیجه این سرویس جزء خدمات ارزش افزودۀ شبکۀ جی‌اس‌ام محسوب می‌شود که بدون هزینۀ خاصی قابل افزودن به تمام شبکه است. از طرف دیگر تقریباً تمام گوشی‌های موجود از ارسال و دریافت این‌گونه پیام‌ها پشتیبانی می‌نمایند.
به طور خلاصه USSD کدی مخابراتی است تشکیل شده از یک کد که در ابتدای آن یک * و در انتهای آن یک # است ، (البته این کد را می توان با * ها بخش بخش کرد) و عملیات های زیادی را برای ما انجام می دهند.
در یو‌اس‌اس‌دی جهت ارسال پیام از کانال سیگنالینگ کنترلی SDCCH در شبکۀ جی‌اس‌ام استفاده می‌شود.
ارتباط پیام از طریق یو‌اس‌اس‌دی شباهت بسیار زیادی به انتقال پیام از طریق پیامک دارد اما با وجود کلیۀ این شباهت‌ها یک اختلاف بزرگ میان این دو موجود است و آن در نحوۀ انتقال اطلاعات می‌باشد. پیامک از مکانیزم ذخیره و فرستادن مجدد (Store And Forward) استفاده می‌نماید در حالی که یو‌اس‌اس‌دی نشست‌گراست (Session Oriented). این بدین معنی است که پیامک پس از دریافت شدن در شبکه ذخیره می‌گردد و در زمانی دیگر برای مقصد فرستاده می‌شود اما در یو‌اس‌اس‌دی پیغام در همان زمان ارسال دریافت خواهد گردید. تفاوت عمدۀ دیگر این است که یو‌اس‌اس‌دی یک روش برقراری ارتباط میان گوشی با شبکه و برعکس است اما پیامک برای ارتباط گوشی با گوشی به کار می‌رود.
پیغام‌های یو‌اس‌اس‌دی همواره میان یک * و # محصور می‌گردند و بدین ترتیب از شماره‌های تلفن تمیز داده می‌شوند.
قابلیت های یواس‌اس‌دی
پلتفرم یواس‌اس‌دی بسته به نوع طراحی سرویس متفاوت است، از رایج‌ترین قابلیت‌های یو‌اس‌اس‌دی می‌توان به موارد زیر اشاره کرد.
۱. خرید شارژ و بستۀ اینترنتی
۲. پرداخت قبوض
۳. پرداخت جرایم رانندگی
۴. نظرسنجی و قرعه‌کشی
۵. احراز هویت
۶. مسیریابی
۷. آمارگیری و استعلام
۸. رزرویشن و ثبت درخواست
سامانه‌های نو به لطف توسعه‌دهنده‌ها قابلیت.های نویی نیز پیدا کرده‌اند که مورد استقبال استارت‌آپ‌ها قرار گرفته است؛ زیرا امکان پیاده‌سازی ایده‌های نوین در این بستر بدین وسیله مهیا، و قابل اتکاتر از پیش می‌باشد. 